# Вольфгантсен
Вольфгантсен (фр. Wolfgantzen) — коммуна на северо-востоке Франции в регионе Гранд-Эст (бывший Эльзас — Шампань — Арденны — Лотарингия), департамент Верхний Рейн, округ Кольмар — Рибовилле, кантон Энсисем. До марта 2015 года коммуна в составе кантона Энсисем административно входила в округ Гебвиллер.
Площадь коммуны — 9,38 км², население — 1029 человек (2006) с тенденцией к росту: 1037 человек (2012), плотность населения — 110,6 чел/км².

## Население
Численность населения коммуны в 2011 году составляла 1033 человека, а в 2012 году — 1037 человек.
| 1962 | 1968 | 1975 | 1982 | 1990 | 1999 | 2006 | 2008 | 2011 | 2012 |
| ---- | ---- | ---- | ---- | ---- | ---- | ---- | ---- | ---- | ---- |
| 368  | 383  | 409  | 836  | 822  | 972  | 1029 | 1045 | 1033 | 1037 |

Динамика населения:

## Экономика
В 2010 году из 717 человек трудоспособного возраста (от 15 до 64 лет) 545 были экономически активными, 172 — неактивными (показатель активности 76,0 %, в 1999 году — 75,1 %). Из 545 активных трудоспособных жителей работали 508 человек (283 мужчины и 225 женщин), 37 числились безработными (11 мужчин и 26 женщин). Среди 172 трудоспособных неактивных граждан 49 были учениками либо студентами, 75 — пенсионерами, а ещё 48 — были неактивны в силу других причин.
На протяжении 2011 года в коммуне числилось 415 облагаемых налогом домохозяйств, в которых проживало 1026 человек. При этом медиана доходов составила 22967 евро на одного налогоплательщика.

## Достопримечательности (фотогалерея)

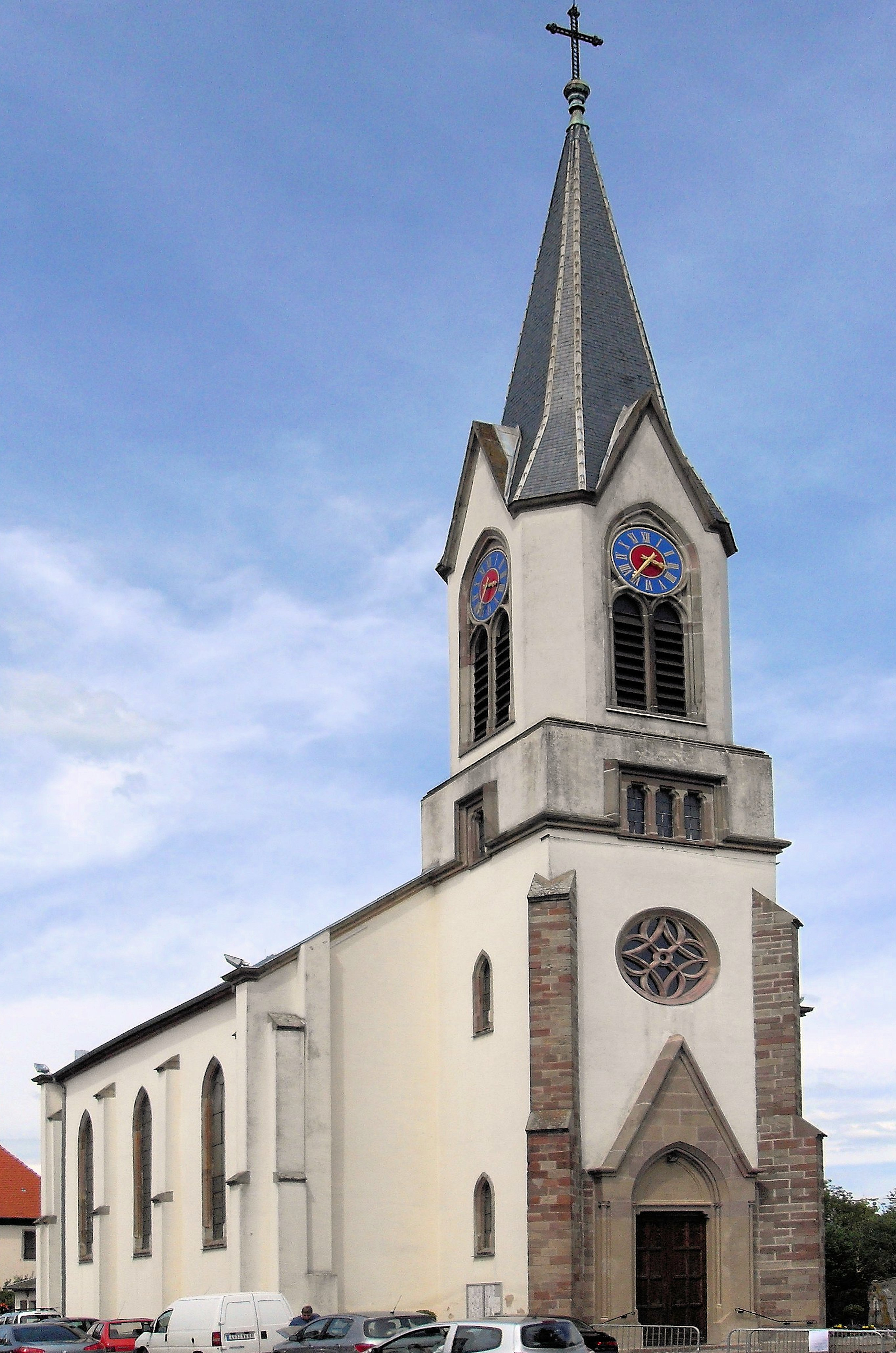
Церковь
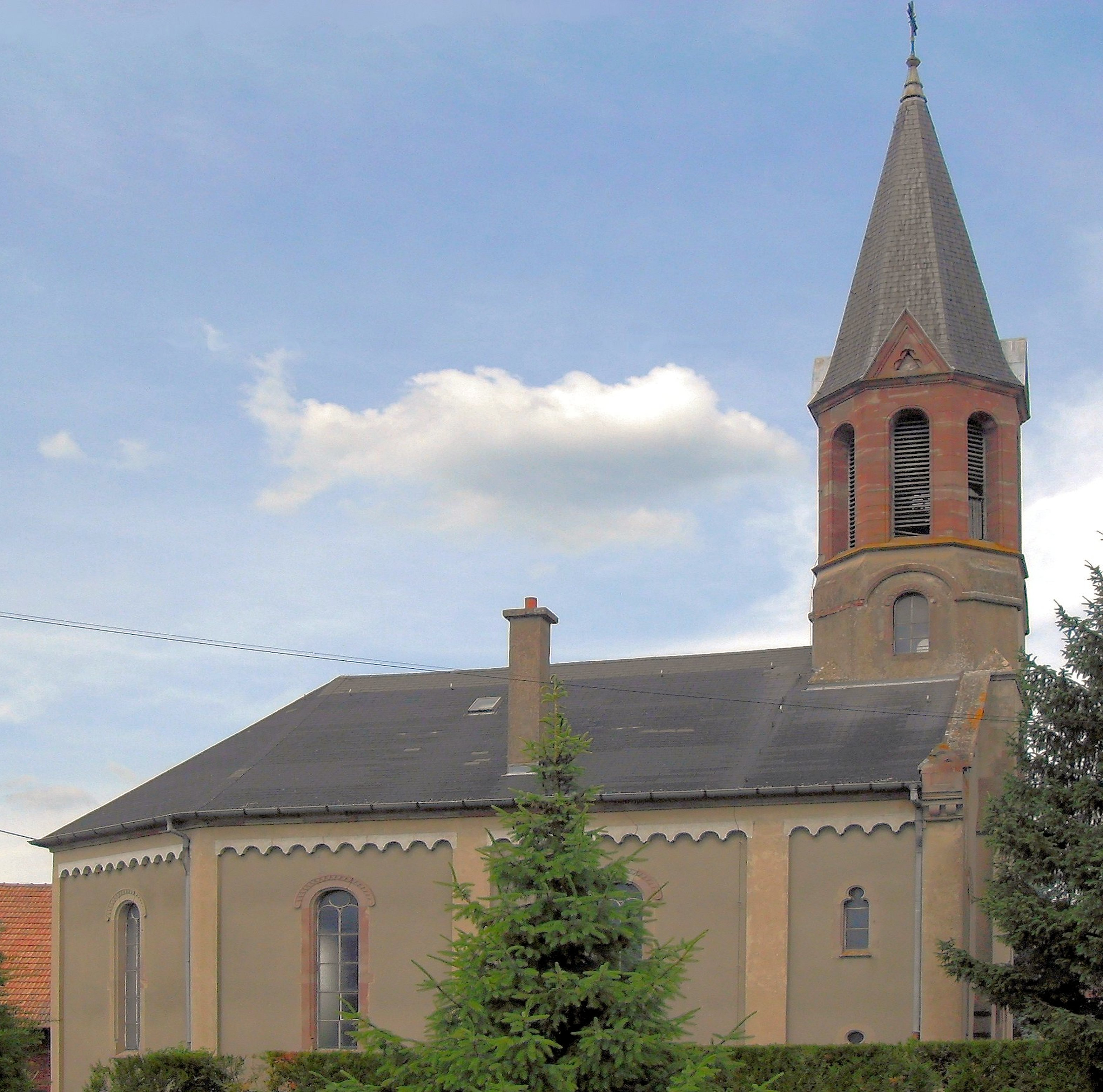
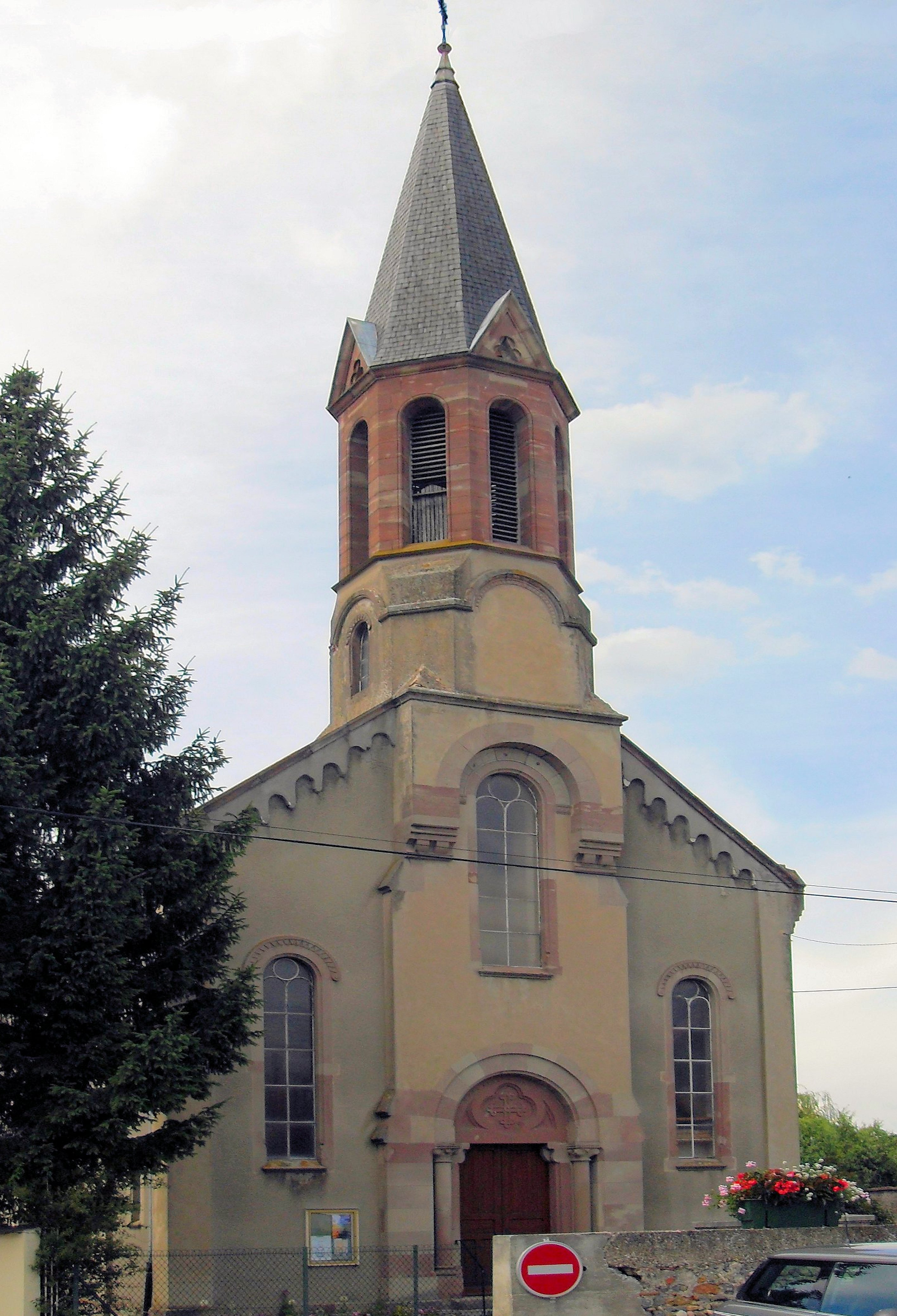
Колокольня
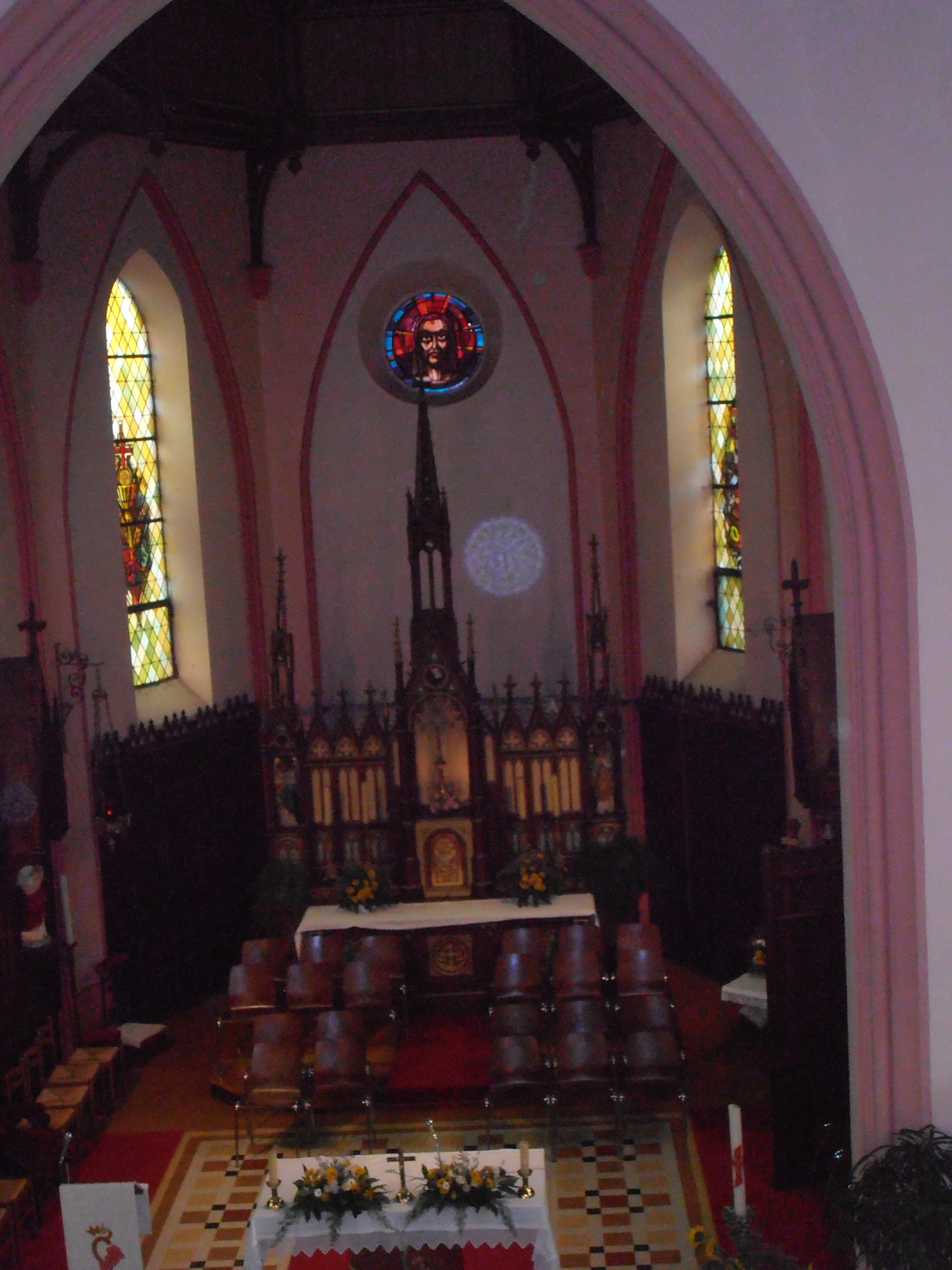
Алтарь
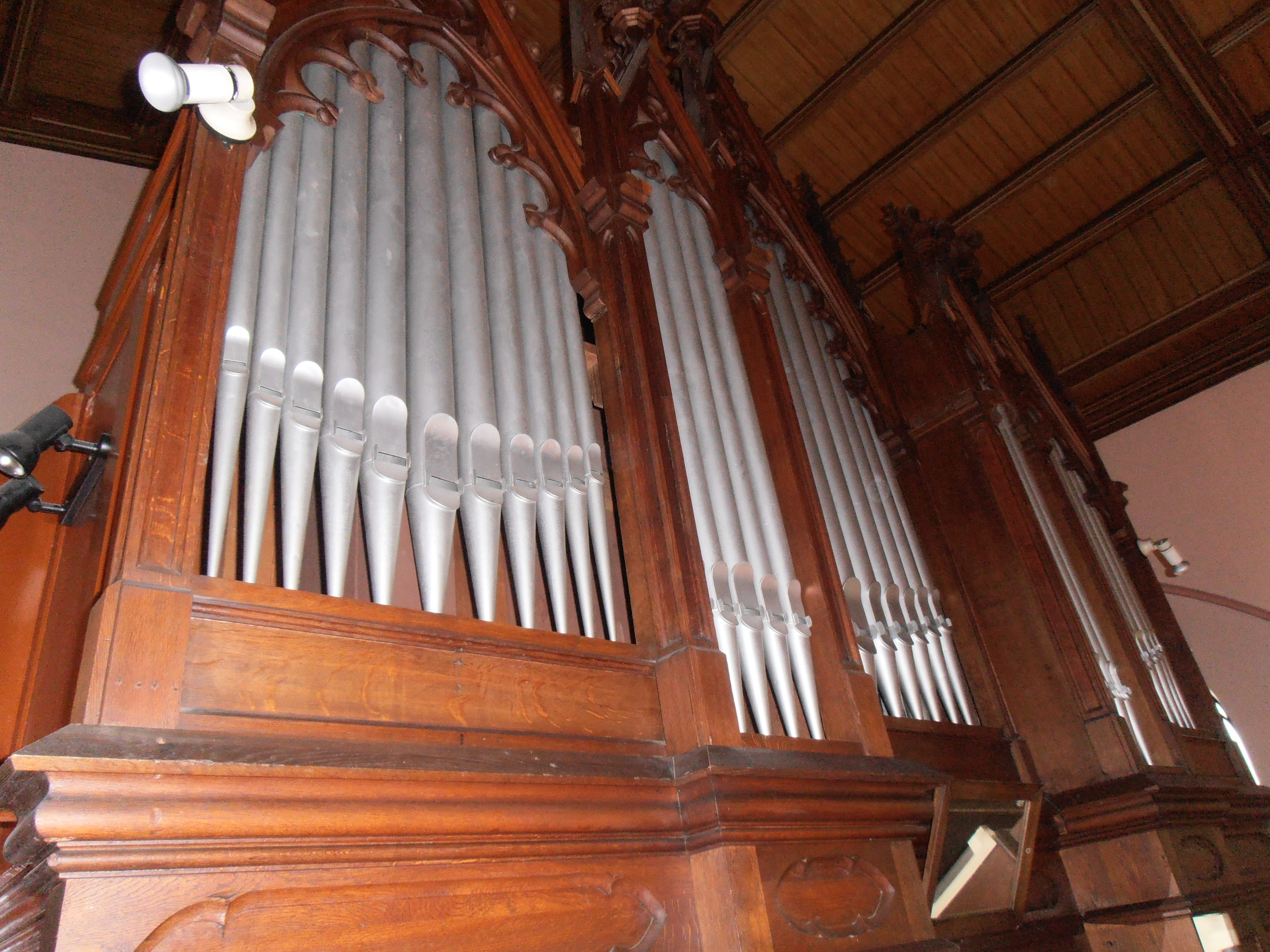
Орган